# Unión Económica de Lugansk
La Unión Económica de Lugansk (en ruso: Луганский экономический союз; ЛЭС, romanizado: Luganskiy ekonomicheskiy soyuz; LES) es un movimiento social en la República Popular de Lugansk, que cuenta con 25.160 miembros. Los planes de la organización incluyen la restauración económica del país.

## Historia
El 7 de octubre de 2014 se celebró la asamblea constituyente de la Unión Económica de Luhansk, siendo fundada por empresarios y representantes de la industria en la República Popular de Lugansk. 
En las elecciones generales de 2014, el movimiento obtuvo 15 escaños en el Consejo Popular de la República Popular de Lugansk, siendo estos representantes del complejo industrial y empresarial de la región de Lugansk.
El 30 de mayo de 2015 se inauguró la primera recepción pública de la Unión Económica de Luhansk en la Federación de Sindicatos.
En las elecciones generales de 2018 obtuvo 13 escaños.